# (7731) 1978 UV
1978 يو في (ويعرف أيضًا باسم (7731) 1978 يو في وفق تسمية الكوكب الصغير) (بالإنجليزية: 1978 UV)‏ هو كويكب ضمن حزام الكويكبات؛ وترتيبه 7731 من حيث الاكتشاف.
اكتُشف هذا الجُرم الفلكي بواسطة Henry L. Giclas ‏ في 28 أكتوبر 1978.

## وصلات خارجية
- (7731) 1978 UV في قاعدة بيانات مختبر الدفع النفاث لأجرام النظام الشمسي الصغيرة

- الاكتشاف · مخطط المدار ·  العناصر المدارية · المعلمات المادية

- (7731) 1978 UV على موقع ويكي سكاي: DSS2, SDSS, GALEX, IRAS, Hydrogen α, X-Ray, Astrophoto, Sky Map, Articles and images